# Residenz-Theater (Hannover)

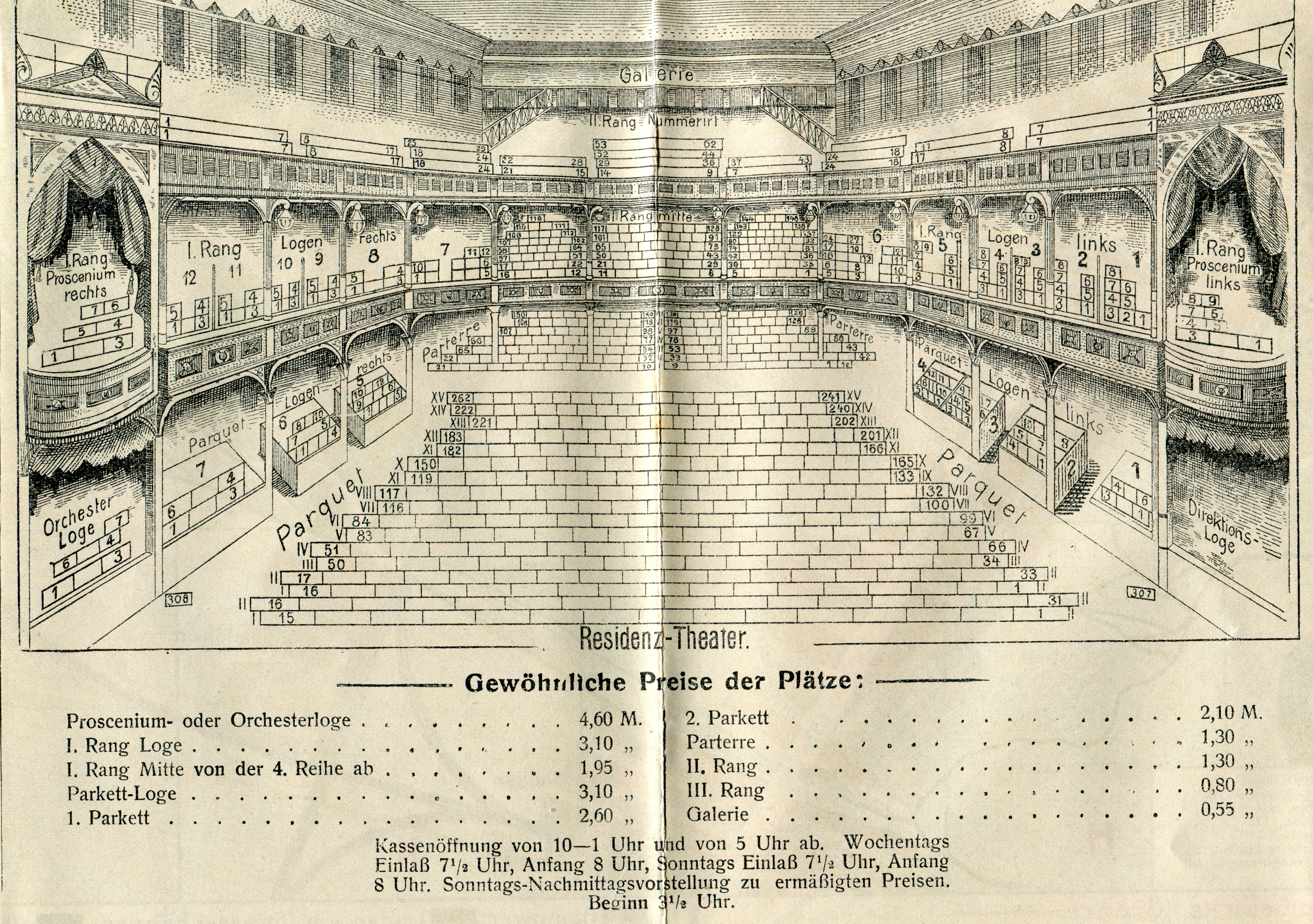
Zuschauerraum mit Sitznummern und Preisen vom Proscenium und der Orchesterloge bis zum Parkett und den Parterre-Rängen;
Lithografie hinter dem Stadtplan Hannover von 1914

Das Residenz-Theater in Hannover, auch Residenztheater genannt, war ein ab 1879 im historischen Stadtzentrum betriebenes Theater. Unter der – damaligen – Adresse Marktstraße 47 war das mit Bezugnahme auf die ehemalige Residenzstadt benannte Schauspielhaus ein Nachfolger des zuvor im selben Haus betriebenen Thalia-Theaters.

## Geschichte
Nach einem Umbau der Vorgängereinrichtung 1879 nach Plänen des Architekten Otto Goetze war etwa zeitgleich bereits 1877 im ehemaligen Marstall in der Reuterstraße das sogenannte „Stadttheater“ eröffnet worden, das wenige Jahre später als Deutsches Theater firmierte.
Um 1884 leitete Gabor Steiner das Residenztheater.

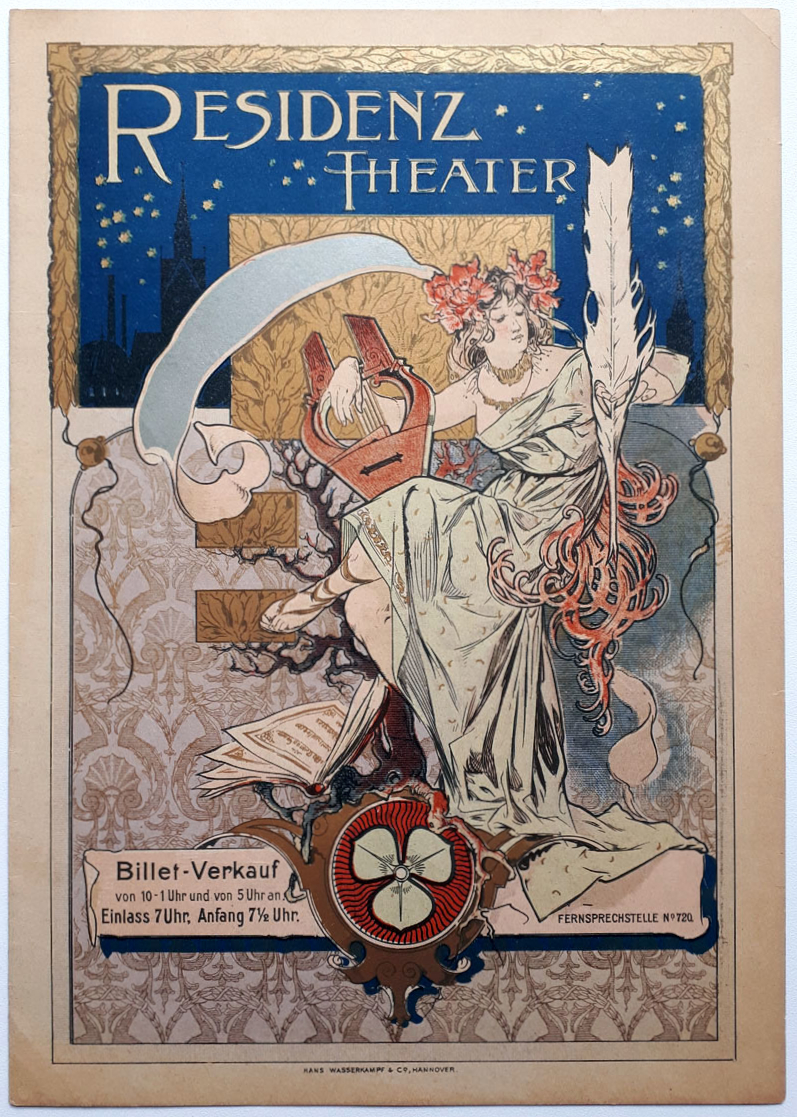
Programmheft (Deckblatt) zum Hermann Sudermann-Cyclus;
April 1900; Chromolithografie von Hans Wasserkampf & Co.; Jugendstil

Das Residenz-Theater wurde 1899 nach den seinerzeit modernen Ansprüchen der „Neuzeit entsprechend vollständig erneuert“. Im Folgejahr 1900 erwarb der Schauspieler und vormalige Leiter des Stadttheaters in Halle, Julius Rudolph das Theater, das er „zu großen Erfolgen“ führte.
Noch kurz vor Beginn des Ersten Weltkriegs warb das Haus 1914 „mit elektrischer Beleuchtung und Heizleitung.“
In der Einrichtung des 1250 nummerierte Plätze umfassenden Theaterbaus galt der von dem Maler Ernst Jordan nach einer Vorlage von Johann Daniel Ramberg geschaffene Bühnen-Vorhang als Sehenswürdigkeit.

## Persönlichkeiten

### Direktoren
- 1882/83: Friedrich Alexander Heßler, der in dem Zeitraum auch am Tivolitheater in Bremen arbeitete[5]
- um 1884: Gabor Steiner[2]
- ab 1900: Julius Rudolph[4]